# Bahnhof Malsch

Der Bahnhof Malsch ist neben dem Haltepunkt Malsch Süd einer von zwei Stationen in der Gemeinde Malsch in Baden-Württemberg. Er befindet sich an Streckenkilometer 96,5 der Bahnstrecke Mannheim–Basel (Rheintalbahn) und wird im Personenverkehr von zwei Linien der Stadtbahn Karlsruhe bedient. Es handelt sich betrieblich um einen Haltepunkt.

## Geschichte
Die Station wurde am 1. Mai 1844 zusammen mit dem Streckenabschnitt Karlsruhe Hbf – Rastatt der von Mannheim nach Basel führenden Rheintalbahn durch die Großherzoglich Badischen Staatseisenbahnen eröffnet.
In den 1950er Jahren wurde die Strecke elektrifiziert.
2002 wurde Malsch offiziell in das Netz der Stadtbahn Karlsruhe integriert. Hierzu wurde die damalige Stadtbahnlinie S3, die zunächst nur zwischen Bruchsal und Karlsruhe verkehrte, bis nach Baden-Baden verlängert. 1998 wurde die Stadtbahnlinie S31 von Bruchsal nach Odenheim eröffnet, die ab Anfang des neuen Jahrtausends auch Malsch erreichte. Nachdem im Dezember 2003 die S-Bahn-Linie S3 der S-Bahn RheinNeckar von Speyer über Mannheim und Heidelberg nach Karlsruhe eröffnet worden war, erhielt die Karlsruher Stadtbahnlinie S3 die Liniennummer S32, um Verwechslungen zu vermeiden. Seit Dezember 2016 verkehren hier die Linien S 71 und S 81.
Beim Umbau des Malscher Bahnhofs vor 2000, bei dem die bis dahin bestehenden Weichen entfernt wurden, wurde die Station von einem Bahnhof zu einem Haltepunkt heruntergestuft.

## Bahnhofsgebäude
Im ehemaligen Empfangsgebäude des Malscher Bahnhofs befindet sich heutzutage die Hausbrauerei „Alter Bahnhof Malsch“.

## Verkehr
Der Malscher Bahnhof war bis 2016 Haltepunkt der Stadtbahnlinien S31 (Odenheim – Bruchsal – Karlsruhe Hbf – Malsch – Rastatt – Forbach (Schwarzw) – Freudenstadt Hbf) und S32 (Menzingen (Baden) – Bruchsal – Karlsruhe Hbf – Malsch – Rastatt – Baden-Baden – Achern), die maximal zweimal stündlich verkehrten. Die Fahrtzeit vom Karlsruher Hauptbahnhof nach Malsch betrug 12 Minuten.
Seit dem 11. Dezember 2016 verkehren hier die Linien S 71 Karlsruhe – Rastatt – Achern und S 81 Karlsruhe – Rastatt – Freudenstadt.
Darüber hinaus verkehrt über den Bahnhof Malsch auch die Buslinie 110, die zwischen Waldprechtsweier, Malsch, Bruchhausen und Ettlingen Erbprinz fährt.
Ebenfalls verkehren die RB44 Richtung Rastatt und die RB41 Richtung Karlsruhe HBF.

## Zugverkehr
| Linie | Linienverlauf                                                                                        |
| ----- | --- |
| S 71  | Achern – Baden-Baden – Rastatt – Muggensturm – Malsch – Karlsruhe Hbf                                |
| S 81  | Freudenstadt Hbf – Baiersbronn – Forbach (Schwarzw) – Rastatt – Muggensturm – Malsch – Karlsruhe Hbf |

(Stand 2021)